# Latarnia w Barra
Latarnia w Barra albo Latarnia Aveiro – latarnia znajdująca się na plaży w Barra, w sołectwie Gafanha da Nazaré, gmina Ílhavo, dystrykt Aveiro, w Portugalii.
Latarnia ta została wybudowana w latach od 1885 do 1893, przy czym w 1929 przeszła gruntowne prace renowacyjne. Projekt stworzył inż. Paulo Benjamim Cabral, ale budowę ukończyła inż. Maria de Melo e Mattos. Latarnia w Barra jest najwyższą latarnią w Portugalii i jedną z wyższych na świecie. Budowa pochłonęła 51 tys. escudos (pieniądze pochodziły z budżetu państwa Portugalia).

## Dane techniczne
- Wysokość wieży: 62 m
- Wysokość światła: 66 m n.p.m.
- Zasięg światła: 42 km, 26 Mm,
- Kolor światła: białe